# Mileewa jianzhuensis
Mileewa jianzhuensis  (лат.) — вид цикадок из отряда полужесткокрылых насекомых. Эндемик Китая.

## Описание
Длина самок 6,3 мм, самцов — 6,1 мм. Обнаружены на высоте 1240 м (Jianzhu, Chengkou, Chongqing, КНР). От близкого вида Mileewa fanjingana  Yang et Li цикадка M. jianzhuensis отличается бледно-жёлтым цветом брюшка и строением гениталий.